# Parc national de San'inkaigan
Le parc national de San'inkaigan (山陰海岸国立公園, San'inkaigan kokuritsu kōen) est un parc national japonais situé dans la région du Chūgoku.
Créé en 1963, le parc couvre une superficie de 87,83 km2 dont une bonne partie s'étend le long de la côte de la mer du Japon, à partir de la péninsule de Tango, à l'ouest de la préfecture de Kyoto, jusqu'aux dunes de sable de la préfecture de Tottori (côte d'Uradome).

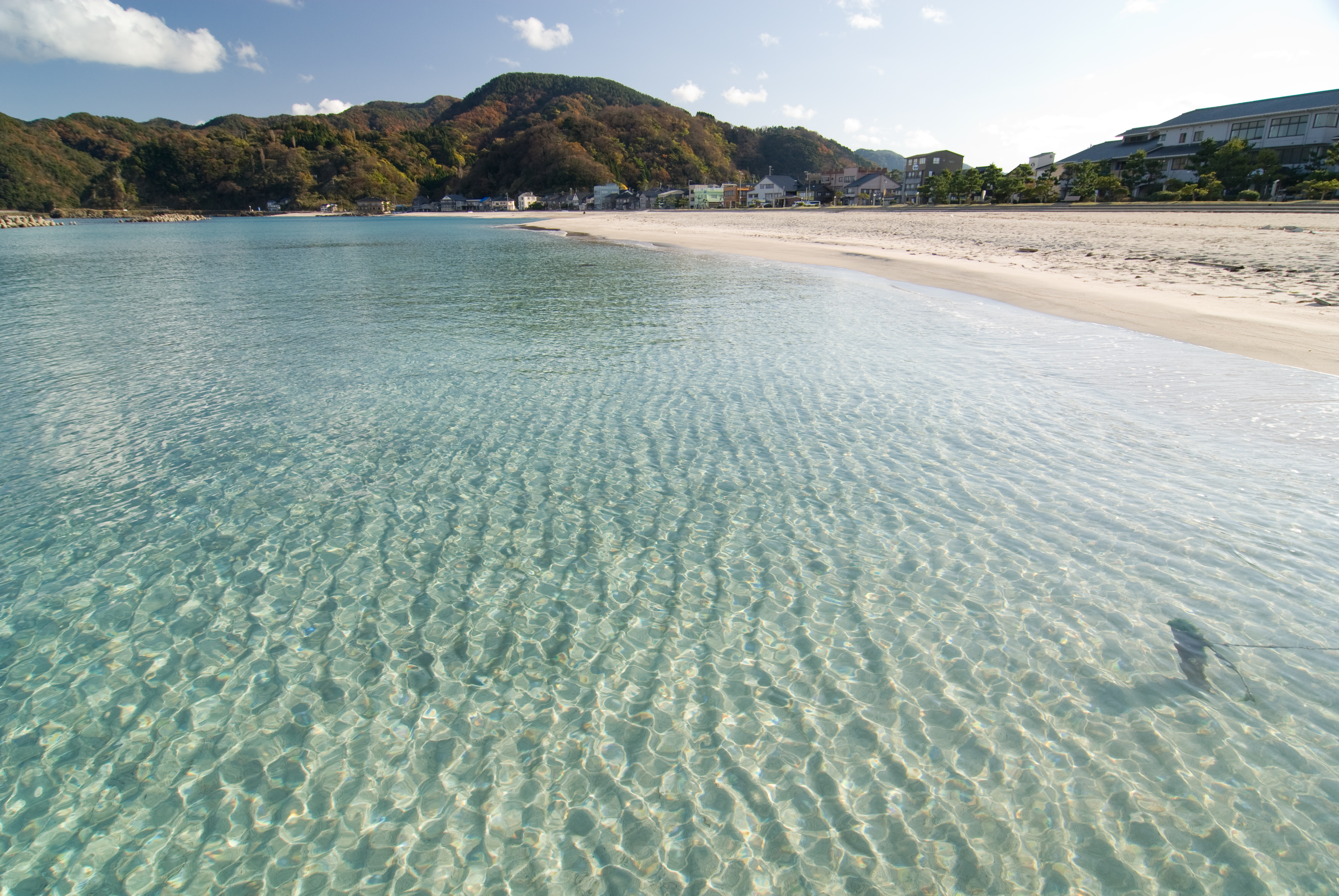
Plage de Takeno.
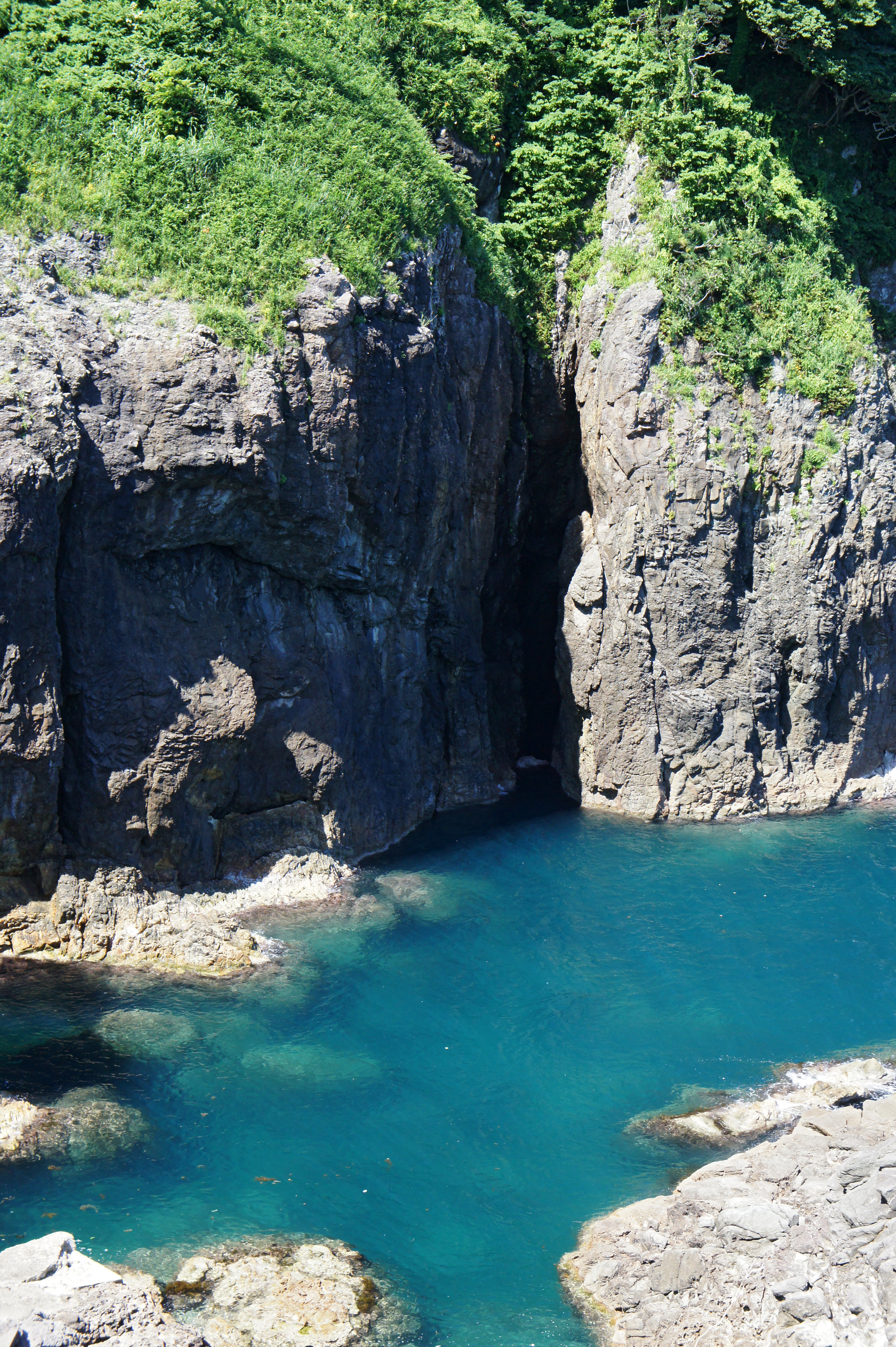
Le rivage Kasumi.
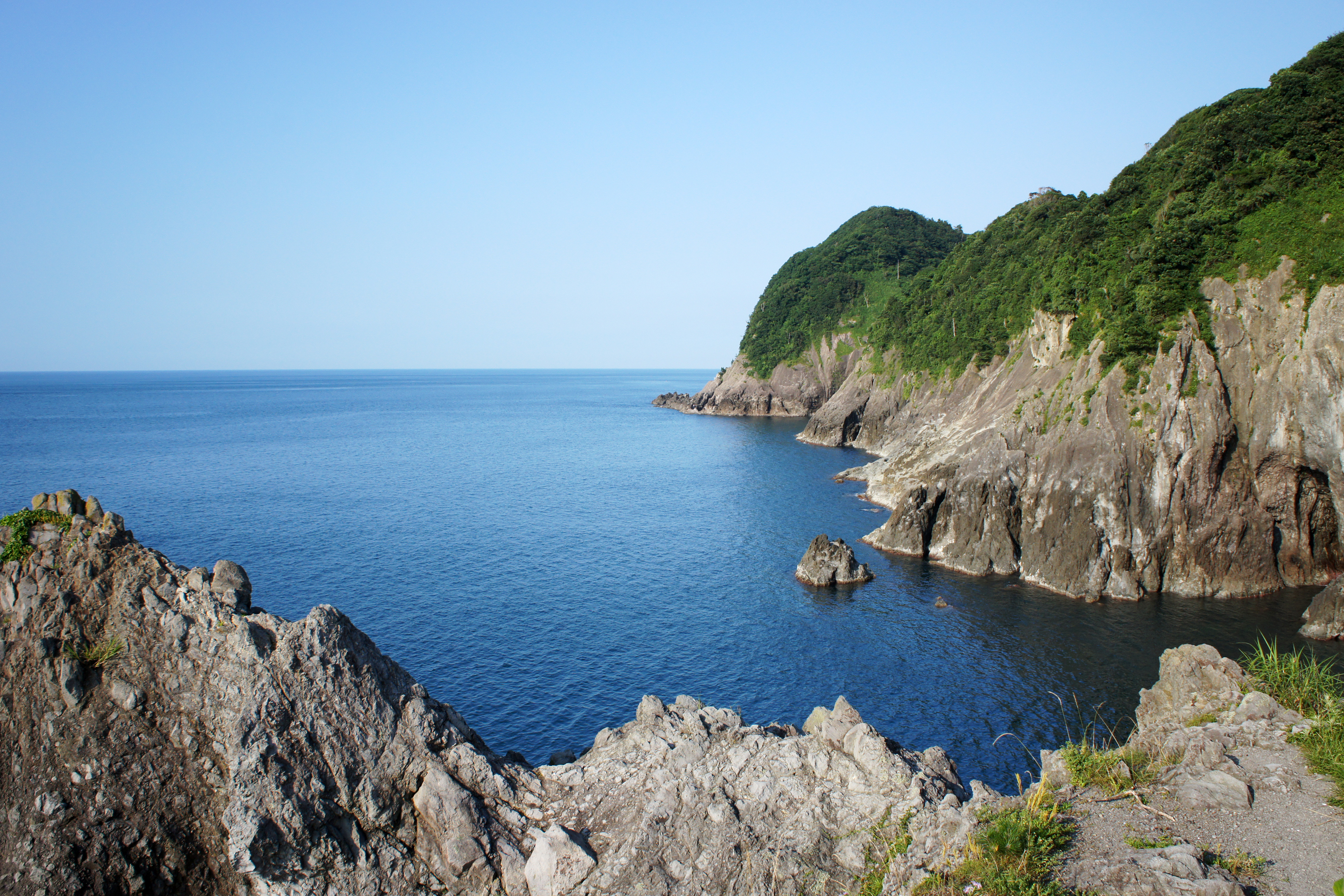
Obiki-no-hana.